# Xibeizhanqiao Bandao
Xibeizhanqiao Bandao (chinesisch 西北站橋半岛 ‚Brückenhalbinsel der Nordweststation‘ (wörtl. Übersetzung)) ist eine 600 m lange und bis zu 20 m breite Landspitze an der Küste Sancha Hai’an im Nordwesten der Fildes-Halbinsel von King George Island im Archipel der Südlichen Shetlandinseln. Sie trennt die Buchten Haiyan Wan im Norden und Zei’ou Wan im Süden voneinander. Ihr einige Kilometer nordwestlich vorgelagert liegt Square End Island.
Chinesische Wissenschaftler benannten sie im Jahr 1986.